# Vizmanos
Vizmanos é um município da Espanha na província de Sória, comunidade autónoma de Castela e Leão, de área 24,31 km² com população de 33 habitantes (2006) e densidade populacional de 1,52 hab/km².

## Demografia
| Variação demográfica do município entre 1991 e 2004 | Variação demográfica do município entre 1991 e 2004 | Variação demográfica do município entre 1991 e 2004 | Variação demográfica do município entre 1991 e 2004 |
| --------------------------------------------------- | --------------------------------------------------- | --------------------------------------------------- | --------------------------------------------------- |
| 1991                                                | 1996                                                | 2001                                                | 2004                                                |
| 47                                                  | 45                                                  | 38                                                  | 37                                                  |